# Чопака 7&8
Чопака 7&8 (англ. Chopaka 7 & 8) — індіанська резервація в Канаді, у провінції Британська Колумбія, у межах регіонального округу Оканаґан-Сімілкамін.

## Населення
За даними перепису 2016 року, індіанська резервація нараховувала 81 особу, показавши зростання на 15,7%, порівняно з 2011-м роком. Середня густина населення становила 4,8 осіб/км².
З офіційних мов обидвома одночасно не володів жоден з жителів, тільки англійською — 80. Усього 10 осіб вважали рідною мовою не одну з офіційних, з них усі — одну з корінних мов.
Працездатне населення становило 66,7% усього населення, рівень безробіття — 25%.

## Клімат
Середня річна температура становить 7,8°C, середня максимальна – 23°C, а середня мінімальна – -10,6°C. Середня річна кількість опадів – 316 мм.
| Клімат поселення                              | Клімат поселення | Клімат поселення | Клімат поселення | Клімат поселення | Клімат поселення | Клімат поселення | Клімат поселення | Клімат поселення | Клімат поселення | Клімат поселення | Клімат поселення | Клімат поселення | Клімат поселення |
| Показник                                      | Січ.             | Лют.             | Бер.             | Квіт.            | Трав.            | Черв.            | Лип.             | Серп.            | Вер.             | Жовт.            | Лист.            | Груд.            |                  |
| Середній максимум, °C                         | 3,66             | 6,50             | 10,68            | 15,04            | 19,42            | 22,98            | 22,54            | 22,52            | 17,57            | 11,18            | 4,61             | 0,27             |                  |
| Середня температура, °C                       | −3,5             | −0,64            | 3,52             | 7,89             | 12,28            | 15,83            | 19,07            | 19,05            | 14,10            | 7,72             | 1,16             | −3,21            |                  |
| Середній мінімум, °C                          | −10,64           | −7,77            | −3,62            | 0,74             | 5,12             | 8,67             | 15,62            | 15,59            | 10,65            | 4,24             | −2,31            | −6,67            |                  |
| Норма опадів, мм                              | 31               | 23               | 19               | 22               | 32               | 35               | 26               | 25               | 18               | 17               | 29               | 39               |                  |
| Середньомісячна швидкість вітру, м/с          | 2.23             | 2.22             | 2.65             | 2.86             | 2.80             | 2.75             | 2.72             | 2.56             | 2.35             | 2.35             | 2.36             | 2.21             |                  |
| Середньомісячна сонячна радіація, кДж/м²·день | 3538             | 6896             | 11549            | 16462            | 20199            | 21969            | 23346            | 20064            | 14527            | 8451             | 4049             | 2791             |                  |
| --------------------------------------------- | ---------------- | ---------------- | ---------------- | ---------------- | ---------------- | ---------------- | ---------------- | ---------------- | ---------------- | ---------------- | ---------------- | ---------------- | ---------------- |
| Джерело:                                      |                  |                  |                  |                  |                  |                  |                  |                  |                  |                  |                  |                  |                  |